# Apathya
Apathya is een geslacht van hagedissen uit de familie echte hagedissen (Lacertidae).

## Naam en indeling
De wetenschappelijke naam van de groep werd voor het eerst voorgesteld door Lajos Méhelÿ in 1907. Er zijn twee soorten waarvan Apathya yassujica pas vrij recentelijk in 2003 is beschreven. De soort Apathya cappadocica wordt vertegenwoordigd door vijf ondersoorten.

## Verspreiding en habitat
De hagedissen komen voor in delen van het Midden-Oosten in de landen Irak, Iran, Syrië en Turkije. De habitat bestaat uit drogere bossen en rotsige omgevingen zoals kliffen en bergstreken.

## Beschermingsstatus
Door de internationale natuurbeschermingsorganisatie IUCN is aan beide soorten een beschermingsstatus toegewezen. Beide soorten worden beschouwd als 'veilig' (Least Concern of LC).

## Soorten
Het geslacht omvat de volgende soorten, met de auteur en het verspreidingsgebied.
| Naam                | Auteur                                                    | Verspreidingsgebied        |
| ------------------- | --------------------------------------------------------- | -------------------------- |
| Apathya cappadocica | Werner, 1902                                              | Irak, Iran, Syrië, Turkije |
| Apathya yassujica   | Nilson, Rastegar-Pouyani, Rastegar-Pouyani & Andrén, 2003 | Iran                       |

Acanthodactylus · 
Adolfus · 
Algyroides · 
Anatololacerta · 
Apathya · 
Archaeolacerta · 
Atlantolacerta · 
Australolacerta · 
Congolacerta · 
Dalmatolacerta · 
Darevskia · 
Dinarolacerta · 
Eremias · 
Gallotia · 
Gastropholis · 
Heliobolus · 
Hellenolacerta · 
Holaspis · 
Iberolacerta · 
Ichnotropis · 
Iranolacerta · 
Lacerta · 
Latastia · 
Meroles · 
Mesalina · 
Nucras · 
Omanosaura · 
Ophisops · 
Parvilacerta · 
Pedioplanis · 
Philochortus · 
Phoenicolacerta · 
Podarcis · 
Poromera · 
Psammodromus · 
Pseuderemias · 
Scelarcis · 
Takydromus · 
Teira · 
Timon · 
Tropidosaura · 
Vhembelacerta · 
Zootoca